# Кондукторская (платформа)
|  |  |

|  |  |

|  |  |

|  |  |

|  |  |

|  |  |

|  |  |

|  |  |

|  |  |

|  |  |

|  |  |

|  |  |

|  |  |

|  |  |

|  |  |

|  |  |

|  |  |

|  |  |

|  |  |

|  |  |

|  |  |

|  |  |

|  |  |

|  |  |

|  |  |

|  |  |

|  |  |

|  |  |

|  |  |

|  |  |

Конду́кторская — узловая платформа Горьковского региона Горьковской железной дороги, в 11 км западнее станции Нижний Новгород-Московский.
От основного Московского направления на юг отходит железнодорожная линия Нижний Новгород — Рузаевка.
Расположена в Канавинском районе Нижнего Новгорода. Недалеко располагается одноимённая улица. С платформы пригородными электропоездами можно добраться вплоть до следующих станций: Нижний Новгород-Московский, Вязники, Металлист, Сергач. Имеет 2 боковые высокие платформы, ограниченных пешеходными настилами со светофорами. На платформе работает касса. С юга вдоль пассажирской платформы проходит множество путей парка Нижний Новгород-Сортировочный.
К платформе № 1 нечетного направления прибывают все поезда, следующие в Московском и Арзамасском направлении. К платформе № 2 чётного направления прибывают все поезда Нижегородского направления. К западу от платформы находится одноуровневая развязка железных дорог на Москву (прямо) и на Арзамас (с выездом на неправильное встречное направление, а затем с отклонением от него в южном направлении).

## Галерея

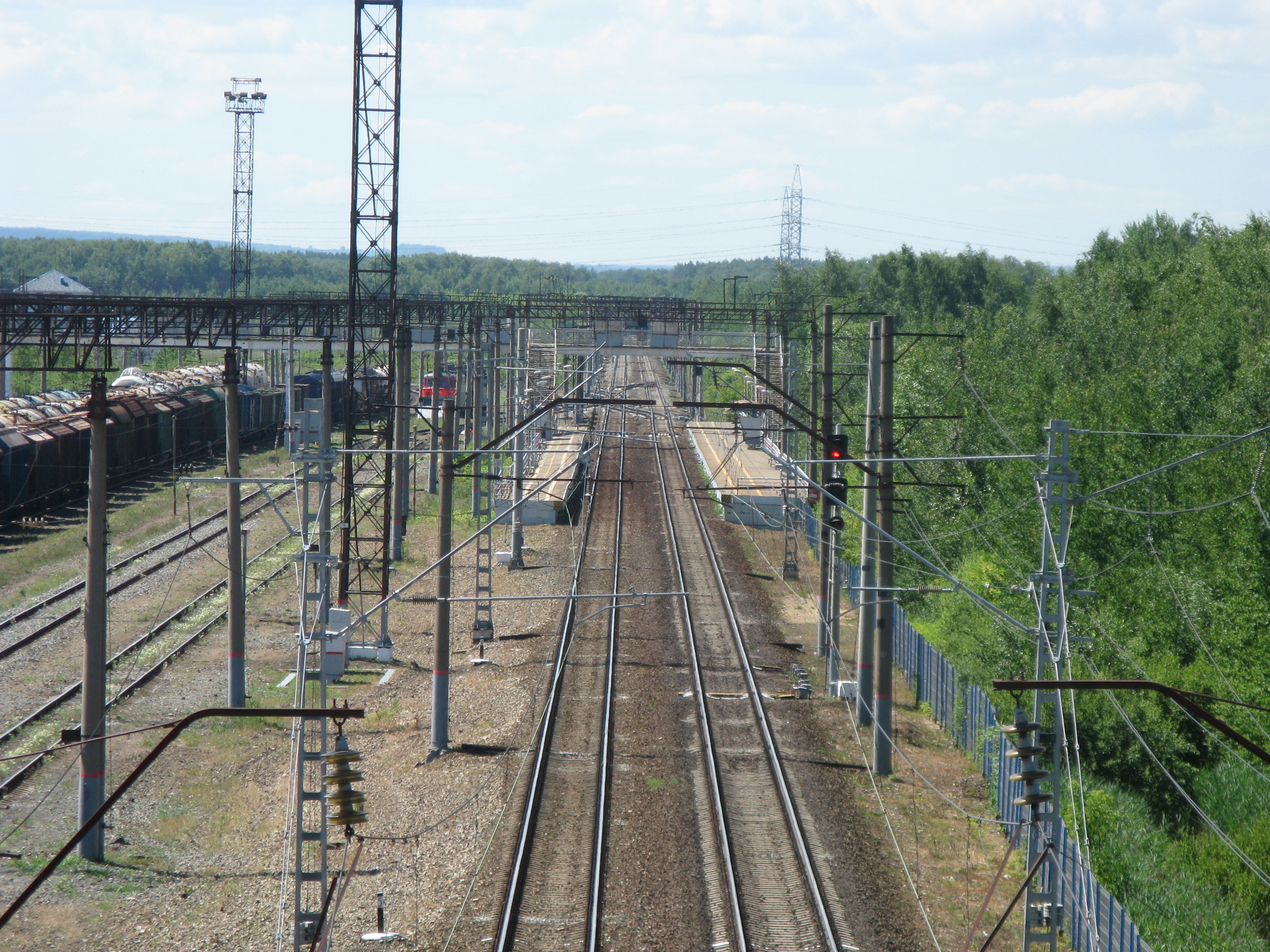
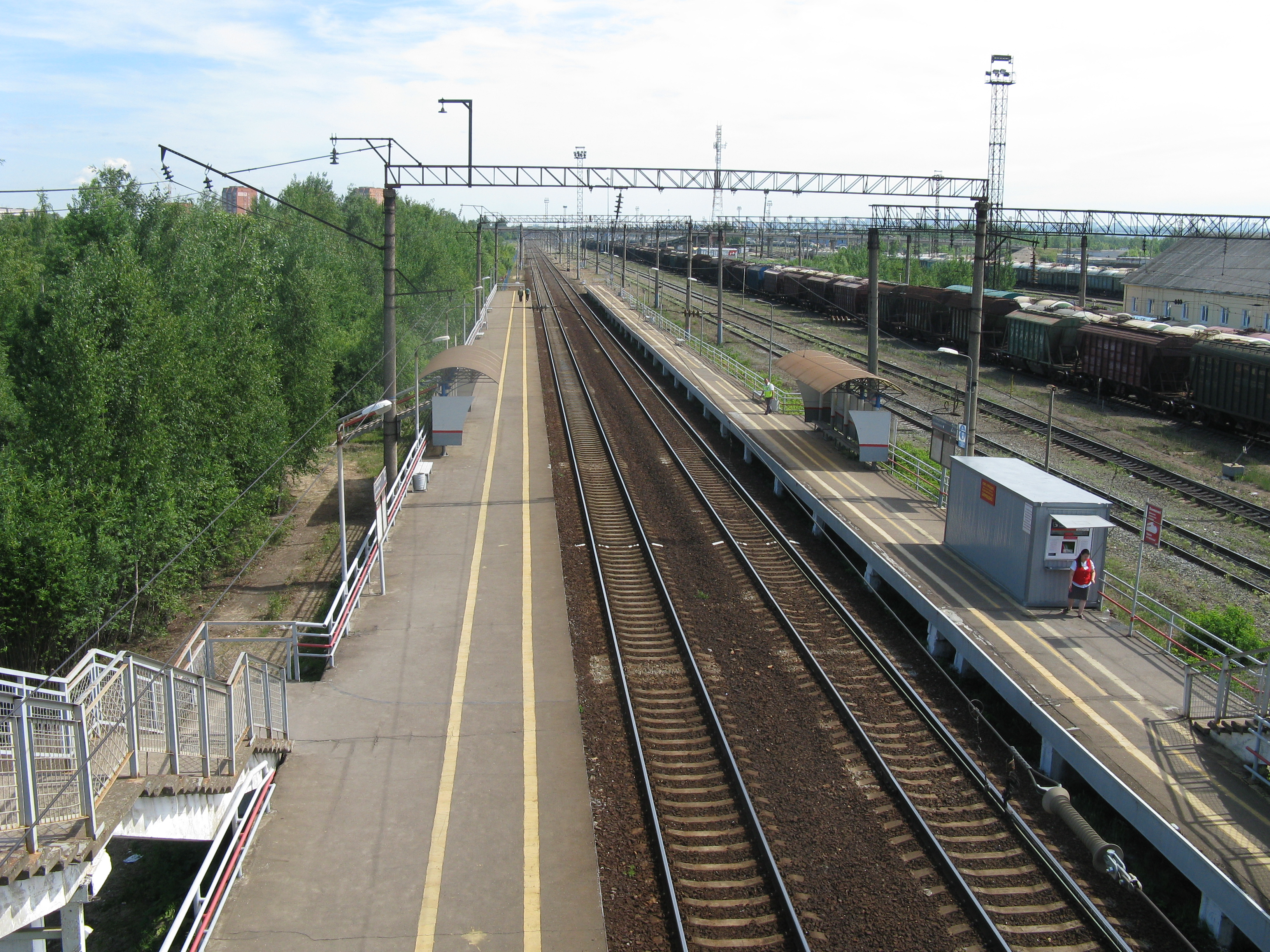
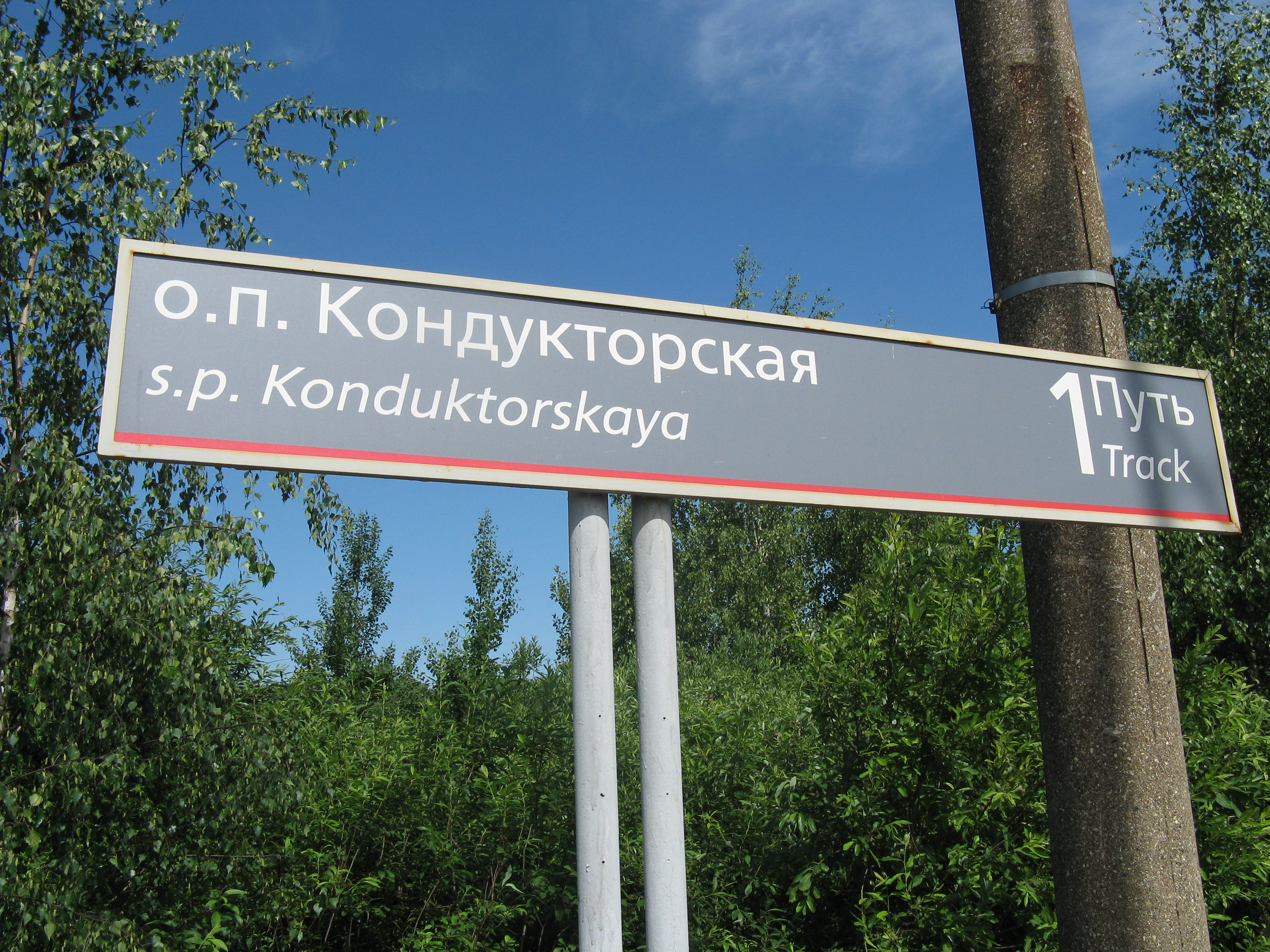
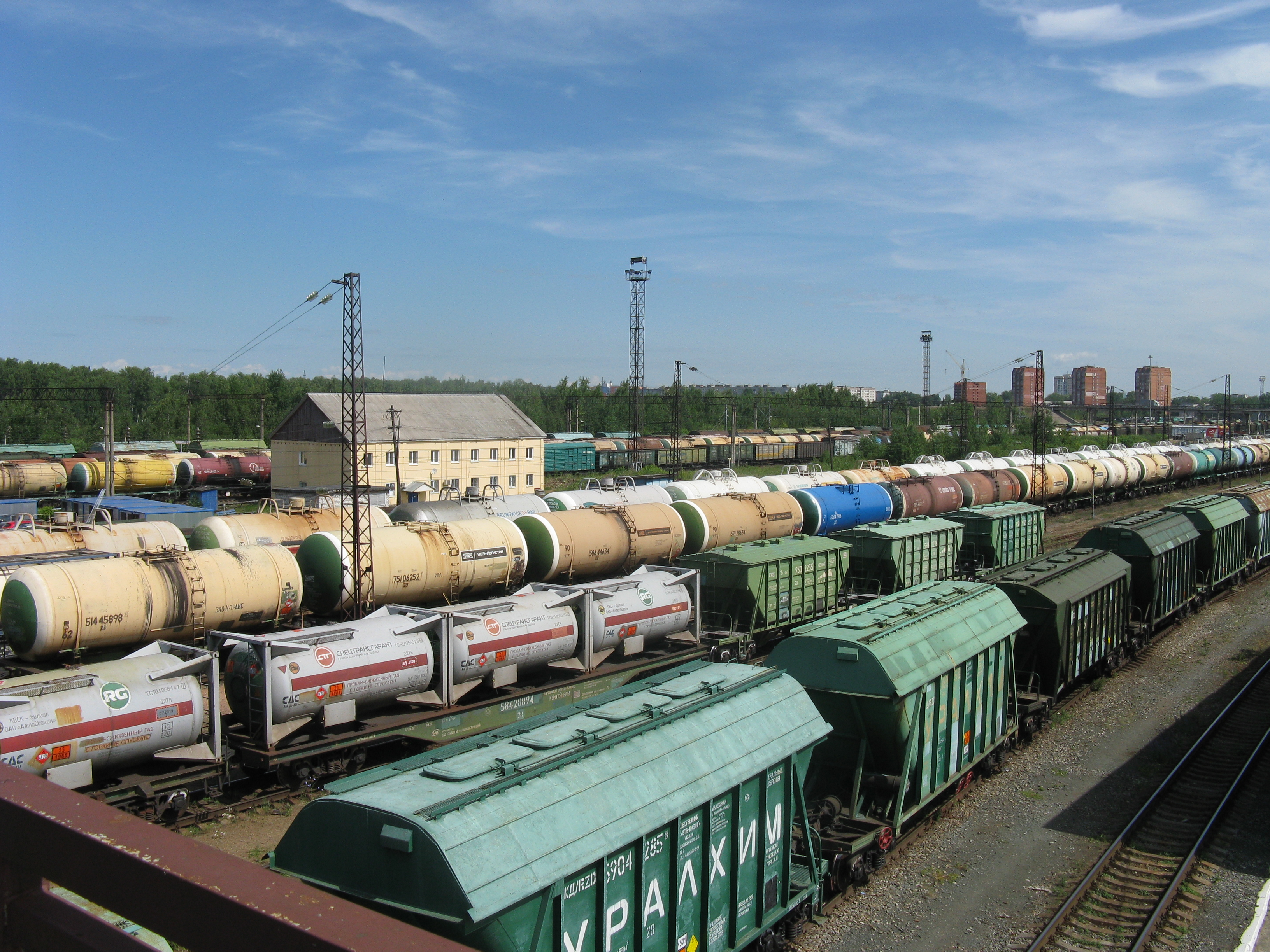